# Castia de la Branda
Castia de la Branda (francès Casties-Labrande) és un municipi occità del Savès, a Gascunya, en el departament de l'Alta Garona, a la regió d'Occitània.